# Reserva natural de Caerlaverock
La Caerlaverock NNR es una reserva natural nacional que se extiende por parte del golfo de Solway y terreno al sur de Dumfries, en Dumfries and Galloway, Escocia (Reino Unido). Queda entre el río Nith y Lochar Water. Está administrado por la entidad Scottish Natural Heritage. Anteriormente era una reserva de la biosfera, elegida por UNESCO.
Comparte el golfo de Solway con otra reserva escocesa (del Wildfowl and Wetlands Trust) y reservas naturales que se encuentran en Inglaterra.
La reserva abarca una superficie de 55 km² y consiste en saladares, vastas marismas y tierra de pasto. Es un sitio de hibernada importante a nivel internacional para las aves acuáticas y zancudas. Prácticamente la población entera de barnaclas cariblancos del archipiélago Svalbard pasa aquí los inviernos, en una cantidad de alrededor de 24.000 ejemplares. Más de 130.000 aves zancudas han sido registradas en invierno. Además, muchos miles de aves migratorias hacen un alto para alimentarse y descansar.